# Enos Hook
Enos Hook (* 3. Dezember 1804 in Waynesburg, Greene County, Pennsylvania; † 15. Juli 1841 ebenda) war ein US-amerikanischer Politiker. Zwischen 1839 und 1841 vertrat er den Bundesstaat Pennsylvania im US-Repräsentantenhaus.

## Werdegang
Nach einem Jurastudium und seiner 1826 erfolgten Zulassung als Rechtsanwalt begann Enos Hook in Waynesburg in diesem Beruf zu arbeiten. Gleichzeitig schlug er als Mitglied der Demokratischen Partei eine politische Laufbahn ein. In den Jahren 1837 und 1838 saß er als Abgeordneter im Repräsentantenhaus von Pennsylvania.
Bei den Kongresswahlen des Jahres 1838 wurde Hook im 20. Wahlbezirk von Pennsylvania in das US-Repräsentantenhaus in Washington, D.C. gewählt, wo er am 4. März 1839 die Nachfolge von Andrew Buchanan antrat. Nach einer Wiederwahl konnte er bis zu seinem Rücktritt am 18. April 1841 im Kongress verbleiben. Er starb am 15. Juli desselben Jahres in Waynesburg, wo er auch beigesetzt wurde.